# 不死劫
《驚心動魄》（英語：Unbreakable）是一部於2000年上映的美國超級英雄驚悚片，由奈·沙馬蘭執導、編劇，並與巴瑞·孟德爾和山姆·默瑟共同擔任監製。電影由布魯斯·威利與山繆·傑克森主演。本片為「東鐵177號列車三部曲」的首部作品，劇情講述擔任體育場保安的大衛·杜恩是一場列車失事的唯一倖存者，並遇見了從一出生就患有成骨不全症的漫畫藝術收藏家伊利亞·普林斯。伊利亞對大衛感到相當有興趣，這使得大衛在處理自己家庭糾紛的同時，也開始對自己的身體展開疑惑，並打算藉由調查來了解自己為何與眾不同。
沙馬蘭將《驚心動魄》維持著傳統的三分法則。在確定好起源故事後，沙馬蘭自行完成了一份待售劇本，並打算讓布魯斯·威利與山繆·傑克森分別飾演大衛·鄧恩及伊利亞·普林斯。拍攝於2000年4月開始，直至7月完成。
《驚心動魄》在美國於2000年11月22日上映，並贏得了正面的評價；多數影評人稱讚該片的畫面美學、演員的演技與劇情鋪陳，尤其是詹姆斯·紐頓·霍華創作的配樂。電影後來成為了粉絲間的邪典追捧。甚至有許多人認為《驚心動魄》是沙馬蘭的最好的電影之一，《時代雜誌》將其列入在任何時刻的十大超級英雄電影中。此外，電影以7500萬美元的成本在全球贏得超過2.48億美元的票房收入。

## 劇情
1961年，普伊萊出生在美國費城，生來就有遺傳疾病——第一型延遲性骨發生不全，極為容易骨折，因而幼時被其他小孩戲稱為「玻璃娃娃」。伊萊長大後將自小對漫畫書的熱愛轉換成職業，開了一間店「Limited Edition」，將漫畫書當作藝術品收藏、展覽並販賣。他根據漫畫書的內容發展出一套理論：如果他代表著全人類中最脆弱的存在，那麼對等的，世上一定有不會受傷、不會生病的人在，分占天秤的兩個極端。因此，他一直關注著許多造成大量民眾死亡的災難或事故，找尋著心目中的「超人」。
時間回到現在。鄧大衛是一名體育場的警衛，多年前曾是美式足球的明星四分衛，現在與妻子奧莉和兒子喬瑟同居。他與奧莉的婚姻關係觸礁，有分居的打算。大衛在前往紐約面試一份工作後搭上東鐵177號列車返家，路上列車翻覆，除了大衛以外的131名乘客全數身亡，大衛不只是唯一的倖存者，還毫髮無傷。在參加完乘客們的喪禮後，大衛發現有張卡片夾在他的車窗上，封面寫著伊萊開的店「Limited Edition」的標誌和地址，裡頭是一句話「你這輩子生過幾天病？」
大衛帶著喬瑟去伊萊的店，伊萊告訴大衛他的「理論」，認為大衛可能就是不會受傷、不會生病的天賦異稟者，令大衛感到不安，很快就決定離開。聽完伊萊的話後，大衛對自己的身體感到好奇，於是在喬瑟的幫助下舉重，挑戰自己的體能極限，最後居然舉到350磅（160）。喬瑟開始崇拜父親，相信他是「超級英雄」，但大衛堅持認為自己只是個普通人。與此同時，因為這次的列車事故，讓奧莉有與大衛重新修復關係的打算。
一天，喬瑟在學校受傷，大衛前去探望，意外從校護那邊得知自己幼時曾經溺水，差點死亡。他將這件往事告訴伊萊，伊萊認為這印證了漫畫中英雄總有罩門的慣例，雖然大衛不會生病也不會受傷，但還是會像一般人一樣淹死。在調查列車事故的殘骸時，大衛想起當年那場結束他美式足球生涯的車禍，當時自己毫髮無傷，還赤手扯開車門救出奧莉。因為奧莉不喜歡這項暴力運動，他便在事後以此為由退出球隊。
受到伊萊的開導，大衛察覺他有種超自然的感知功能，能預見接觸到的人未來會做的壞事。其實他平常在體育場維安時就有發現，但始終當這是種本能的直覺。在伊萊的建議下，大衛到車站的大廳與來往的人接觸，預見到許多壞事的發生，包含竊盜、毆打和性侵，並選擇了行動的目標：一名橘衣男子闖入住家，殺死了一家之主，並監禁了母子三人。大衛穿著警衛的連帽大衣，跟蹤著橘衣男子到受害者家中，釋放了兩個被綁的孩子，並找到孩子的母親，這時橘衣男子從背後偷襲，將大衛從陽台推到樓下的游泳池。眼看大衛就要溺死時，兩個孩子恢復自由後拿著長竿子趕到游泳池旁，將他救起。大衛回到屋內，冷不防從背後勒住橘衣男子的脖子，無視他拼命地掙扎和反擊將他勒死。毫髮無傷的大衛去看孩子母親的狀況，發現已經沒有生命跡象。
當天晚上，大衛與奧莉重修舊好。隔天早晨，大衛偷偷將一份報紙拿給喬瑟看，報紙上的新聞提到了一名無名英雄的正義事蹟，並附上一名男子身穿連帽大衣的素描。喬瑟察覺到他的父親真的是超級英雄，並答應保守秘密。大衛接著去參加「Limited Edition」的展覽，與伊萊的母親見了面，她向他說明了靠蠻力和靠智慧的兩種反派間的差別。伊萊邀請大衛到他的辦公室，並與他握手。大衛在接觸到伊萊的瞬間，發現好幾起死傷慘重的事故都是伊萊策畫的，當中甚至包含那場東鐵177號列車事故。伊萊表明他們命中注定要敵對，而與大衛相遇後，他除了確認世上有英雄外，也認清了自己的身分：反派「玻璃先生」。大衛露出難以置信的痛苦神情，隨即旋身離開，片尾字幕說明大衛後來將事情通報警方，警方搜到了伊萊策畫的三起事故的證據，而伊萊最後因精神錯亂而被關進精神病院。

## 演員
- 布魯斯·威利 飾 大衛·杜恩（英语：David Dunn (Unbreakable character)）（David Dunn）：體育場保安。在一場列車失事下倖存後，漸漸地感受自己與人不同，便試圖挑戰自我的極限。
  - 戴維斯·杜菲爾德 飾 大衛·杜恩（20歲）
- 山繆·傑克森 飾 伊利亞·普林斯（Elijah Price）：患有成骨不全症的漫畫藝術收藏家，自小被人戲稱作「玻璃先生（Mr. Glass）」，對大衛有著強烈的興趣。
- 羅蘋·萊特 飾 奧黛莉·杜恩（Audrey Dunn）：大衛的妻子。
  - 蘿拉·雷根（英语：Laura Regan） 飾 奧黛莉·杜恩（20歲）
- 史班瑟·崔特·克拉克 飾 喬瑟夫·杜恩（Joseph Dunn）；大衛的兒子。
- 麥可·凱利 飾 杜賓醫生（Dr. Dubin）：醫生，告知大衛是列車事件的唯一倖存者。
- 奈·沙馬蘭 飾 體育場的毒販
- 夏倫·伍達德（英语：Charlayne Woodard） 飾 伊利亞的母親。
- 伊門·沃克（英语：Eamonn Walker） 飾 Dr. Mathison
- 萊斯里·斯蒂芬森（英语：Leslie Stefanson） 飾 Kelly
- 鮑斯汀·克里斯多福（英语：Bostin Christopher） 飾 Comic Book Clerk
- 伊莉莎白·勞倫斯（英语：Elizabeth Lawrence (actress)） 飾 Comic Book Clerk
- 蔡斯·凱利 飾 Orange Suit Man
- Michaelia Carroll  飾 Babysitter

## 漫畫的引用
電影導演、監製兼漫畫作家的凱文·史密斯認為《驚心動魄》很像一本名為《Mage: The Hero Discovered》，內容敘述某神秘人試圖說服一名普通人，藉此查證他是個超級英雄。《驚心動魄》和《Mage》的故事都設定在費城，《紐約時報》的艾維斯·米契提到，片中披著雨衣的大衛·杜恩在巡邏的視覺畫面與DC漫畫的角色幽靈相似。
作為漫畫的主角有其配色和別名。大衛的是綠色，並可稱為「安全」（雨衣的字樣）或「英雄」（報紙給他的稱呼），伊利亞則是紫色和「玻璃先生」。這些顏色在他們的衣服、房子壁紙、床單及個人物品上可見。幾個場景能見到，透過反射或縫隙來讓人物表演，類似漫畫分鏡。

## 迴響

### 評價
《驚心動魄》整體獲得的評價多為正面。爛番茄根據166篇評論，新鮮度69%，平均得分6.3／10。Metacritic得分62，評價以正面居多。《驚心動魄》常被稱讚其陰謀式的給予觀眾不可預知的懸念，讓人覺得有點像是《靈異第六感》。
儘管多數人都給予電影好評，但在影評人間卻有些兩極。羅傑·伊伯特表示自己喜歡這部電影，但對結局感到失望。伊伯特認為，威利「微妙的演技」與他平時演出的「無腦動作片」大為不同。
《洛杉磯時報》的肯尼斯·圖蘭認為該片太像《靈異第六感》，對比之下《驚心動魄》並不出色。而《綜藝》的陶德·麥卡錫則批評了沙馬蘭的劇本和演員們的演出，但稱讚狄倫·提切諾的剪輯和詹姆斯·紐頓·霍華所創作的配樂。
沙馬蘭承認，他對於《驚心動魄》從影評人那獲得的評價感到失望。沙馬蘭也對試金石影業的營銷感到不滿，因為他想主打《驚心動魄》像是部漫畫改編的超級英雄電影，但試金石影業卻堅持宣傳是一部心理驚悚片，就如同《靈異第六感》一樣。
2009年，奧斯卡獲獎導演昆汀·塔倫提諾給予了《驚心動魄》讚賞，並列入1992年以來（他成為導演後）公佈的前20名電影名單上。塔倫提諾認為，這可能是布魯斯·威利最佳的演出，並認為該片的宣傳方向是錯的；他表示，如果電影的宣傳標語為「如果超人在地球上，根本不會知道他是超人？」會更好。2011年，《時代雜誌》將其列入在任何時刻的十大超級英雄電影中的第四名，稱它是最好的超級英雄起源故事之一，並有著「相當安靜、含蓄和現實的外觀，來做為一名超級英雄」。

### 票房
《驚心動魄》在美國於2000年11月22日上映，其首映週末從兩千七百零八間戲院中獲得3030萬美元的票房，位居當週亞軍。電影下檔後，美國總票房收入為9500萬美元，而海外為1.53億美元，全球總計2.481億美元；對比7500萬美元的成本來說還算成功。

## 續集
電影上映後，在粉絲網站和媒體間開始謠傳將電影會推出續集。2000年，布魯斯·威利表示，希望《驚心動魄》能推出三部曲。2000年12月，沙馬蘭否認了他將編寫《驚心動魄》三部曲的傳聞，他說，他甚至沒有考慮這件事。2001年8月，沙馬蘭透露，由於DVD銷售上的成功，他曾找過試金石影業談過推出續集的想法，但試金石似乎認為電影的票房不會成功。2008年9月，沙馬蘭與山繆·傑克森表示，目前，我們正在對電影的續集作出一些討論，但因票房表現不夠令人滿意而受阻。傑克森說，他有意拍續集，但沙馬蘭則不置可否。2010年2月，威利表示，他仍與山繆·傑克森進行討論，如果傑克森也能夠參加最好。 2010年9月，沙馬蘭透露，第一部電影的第二計劃的反派已被移到了續集的計畫中，但該角色已被用在他即將開始製作的電影中。
而到了沙馬蘭的2017年恐怖驚悚片《分裂》乃確認為《驚心動魄》的主題續集，片尾也表明兩部電影完全屬於同一世界觀，該片於2017年1月20日在美國廣泛上映。2017年1月，沙馬蘭在受訪時仍表示自己希望可推出《驚心動魄》的直接續集，並已經有了故事大綱。2017年4月26日，沙馬蘭在自己的Twitter頁面上透露，第三部電影命名為《異裂》，電影於2019年1月18日在美國上映，而演員布魯斯·威利、山繆·傑克森、詹姆斯·麥艾維和安雅·泰勒-喬伊都回歸出演自己的角色。

## 外部連結
- 互联网电影数据库（IMDb）上《驚心動魄》的资料（英文）
- AllMovie上《驚心動魄》的资料（英文）
- Box Office Mojo上《驚心動魄》的資料（英文）
- 爛番茄上《驚心動魄》的資料（英文）
- Metacritic上《驚心動魄》的資料（英文）
- 開眼電影網上《驚心動魄》的資料（繁體中文）
- 时光网上《驚心動魄》的資料（简体中文）
- 豆瓣电影上《驚心動魄》的資料 （简体中文）